# 22.º Regimiento Reiter
El 22.º Regimiento Reiter (22. Reiter-Regiment), fue un regimiento de caballería del Ejército alemán (Heer) durante la Segunda Guerra Mundial.

## Historia
Formado el 15 de diciembre de 1939 con 2 batallones. El regimiento se encontraba bajo la 2.ª Brigada Reiter. El 14 de febrero de 1940 estuvo bajo la 1.ª División de Caballería. El 4 de enero de 1942 es disuelta y es renombrada como el 26.º Regimiento de Fusiles.